# 勞斯海姆魏爾湖

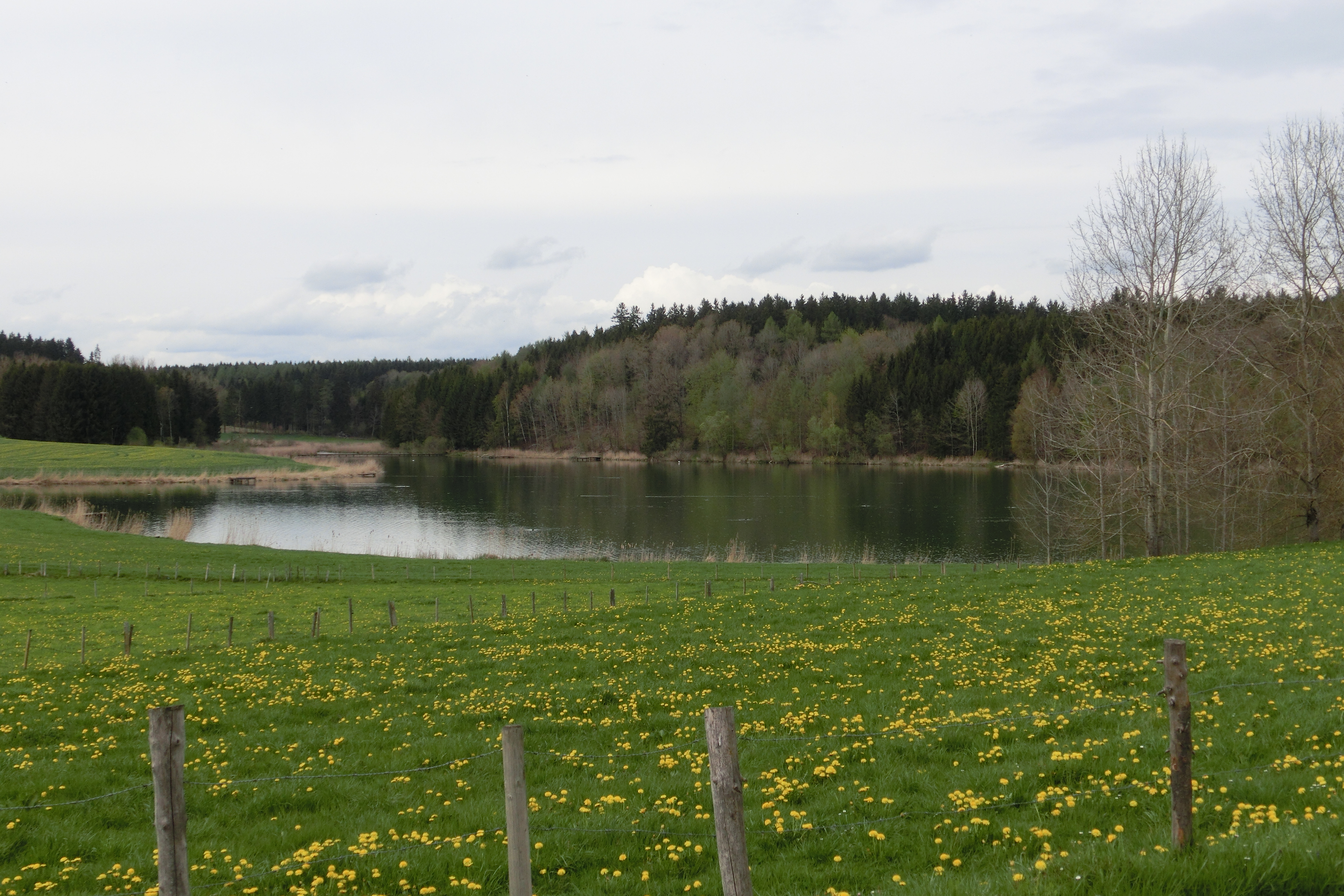

47°58′12″N 9°18′43″E / 47.97000°N 9.31194°E
勞斯海姆魏爾湖（德語：Lausheimer Weiher），是德國的湖泊，位於該國西南部，由巴登-符騰堡州負責管轄，處於錫格馬林根縣，面積0.1平方公里，海拔高度611米，平均水深1.9米，最大水深4.6米，水體容量18.7萬立方米。